# ورزان (یمن)
 ورزان  دهستان بزرگی از توابع استان تَعِز در کشور یمن و در شبه جزیره عربستان واقع می‌باشد. 

## جمعیت
جمعیت آن در حدود ۲۶۳ نفر می‌باشد، و از پیروان مذهب مالکی هستند. 
روستایی است سخت‌گذر و کوهستانی، مردم آن از قبائل متعدد و جسور می‌باشند، شغل عمده مردم روستا کشاورزی و دامداری است.

## منبع
- استاد.دکتر: الجرو، سعید، اسمهان، ، (دراسات فی التاریخ الحضاری للیمن القدیم)، دار الکتاب الحدیث، چاپ عدن، ۲۰۰۳ میلادی به (عربی).